# Droga krajowa N16 (Ukraina)
Droga krajowa N16 (ukr. Автошлях Н 16) – droga krajowa na Ukrainie. Rozpoczyna się w Złotonoszy, następnie biegnie na południowy zachód przez Czerkasy, Smiłę, Szpołę, Zwinogródkę i kończy się w Humaniu. Droga ma 196,7 km i znajduje się w obwodzie czerkaskim.